# Kostel svatého Mikuláše (Ostrava)
Kostel svatého Mikuláše v Ostravě-Porubě je barokní římskokatolický kostel z 15. století. Kostel má 35 metrů na délku a 11 metrů na šířku, jedná se o jednolodní stavbu. Na straně kostela je přístavba sakristie z 20. století. Nad kostelem se tyčí 47 metrů vysoká věž z roku 1808 se zvonicí.
Kostel svatého Mikuláše je jediným kostelem v ostravské městské části Poruba. Kostel a jeho bezprostřední okolí je územím výskytu archeologických nálezů, díky čemuž je předmětem archeologické památkové péče.

## Historie
Kostel sv. Mikuláše je jednou z nejstarších dochovaných památek Poruby. Jeho historie sahá až do 15. století; tehdy poskytoval duchovní služby obcím Poruba, Vřesina, Svinov a Třebovice. Původní gotický kostelíček postavil asi ve 14. století Adam z Kornic. Roku 1491 se poprvé uvádí samostatný duchovní správce, jeho jméno však není známé.
Přestavba, která byla nevyhnutelná, byla zahájena roku 1787. Musela být odstraněna celá východní štítová stěna, kterou procházel hlavní vchod do kostela, bylo nutné vykopat hlubší základy. Byla přebudována klenba kostela a presbytář, kostel byl opatřen novou střechou. Interiér byl vybaven novým hlavním oltářem a dvěma bočními oltáři, byly pořízeny nové varhany. Roku 1795 byl kostel hotov. Věž kostela však byla dokončena až v roce 1808. Rekonstrukci se dále nevyhnula ani hřbitovní brána a hřbitovní zeď, bylo rovněž zbudováno nové schodiště k hlavním dveřím kostela.
Barokní vybavení chrámu bylo na sklonku 19. století nahrazeno novým. Roku 1895 byly pořízeny nové boční oltáře se sochami Panny Marie Lurdské a sv. Antonína z Padovy, o rok později byl zbudován nový hlavní oltář se sochami sv. Mikuláše a sv. Cyrila a Metoděje. Kostelní věž byla ve velmi špatném stavu, proto byla roku 1909 zrekonstruována do stávající podoby a osazena novými hodinami. Vnitřek kostela byl upraven v duchu obnovené liturgie podle směrnic II. vatikánského koncilu v letech 1970–1975. V té době byla přistavěna i sakristie na severní straně kostela. Současný interiér je po rekonstrukci z období let 2008–2010, kdy byl vyměněn hlavní oltář, ambony, kostelní lavice, a byl upraven svatostánek.